# How to Destroy Angels
How to Destroy Angels (HTDA) är ett amerikanskt band som spelar industrirock. Bandnamnet är taget från en Coil-singel från 1984.
Bandet består av Trent Reznor, Mariqueen Maandig och Atticus Ross och bildades 2010 sedan Nine Inch Nails (Reznors tidigare band) genomfört sin sista spelning på fyra år, i september 2009. Bandet släppte sin självbetitlade debut-EP How to Destroy Angels 2010.

## Diskografi
Studioalbum
- 2013 – Welcome Oblivion

EPs
- 2010 – How to Destroy Angels
- 2012 – An Omen EP

Singlar
- 2010 – "A Drowning"
- 2012 – "Keep It Together"
- 2013 – "How Long?"